# Monchique (gemeente)
Monchique is een gemeente in het Portugese district Faro. De gemeente heeft een totale oppervlakte van 396 km² en telde 6974 inwoners in 2001.
Monchique ligt zo'n 20 km ten zuiden van station Saboia aan de spoorlijn Lissabon-Faro. Monchique is een van de belangrijke Portugese health-resorts, omgeven door de bergen van de Serra de Monchique. Er zijn warme zwavelbronnen met baden en een sanatorium in het nabijgelegen 'Caldas de Monchique'. Landbouwproducten zijn verder van belang voor de lokale economie evenals een wolfabriek en de productie van medronho ook wel bekend als vuurwater (een gedestilleerd drankje).

## Kernen
- Alferce
- Marmelete
- Monchique